# گورمه
درهٔ گورمه و پناه‌گاه‌های ساخته شده در صخره‌های آن، آثاری به جای مانده از زیست‌گاه‌ها، خانه‌ها و روستاهای مردم غارنشین و شهرهای زیرزمینی دوران Iconoclasitic است.
درهٔ گورمه در سال ۱۹۸۵ به فهرست میراث جهانی یونسکو در ترکیه اضافه شده‌است.

## نگارخانه

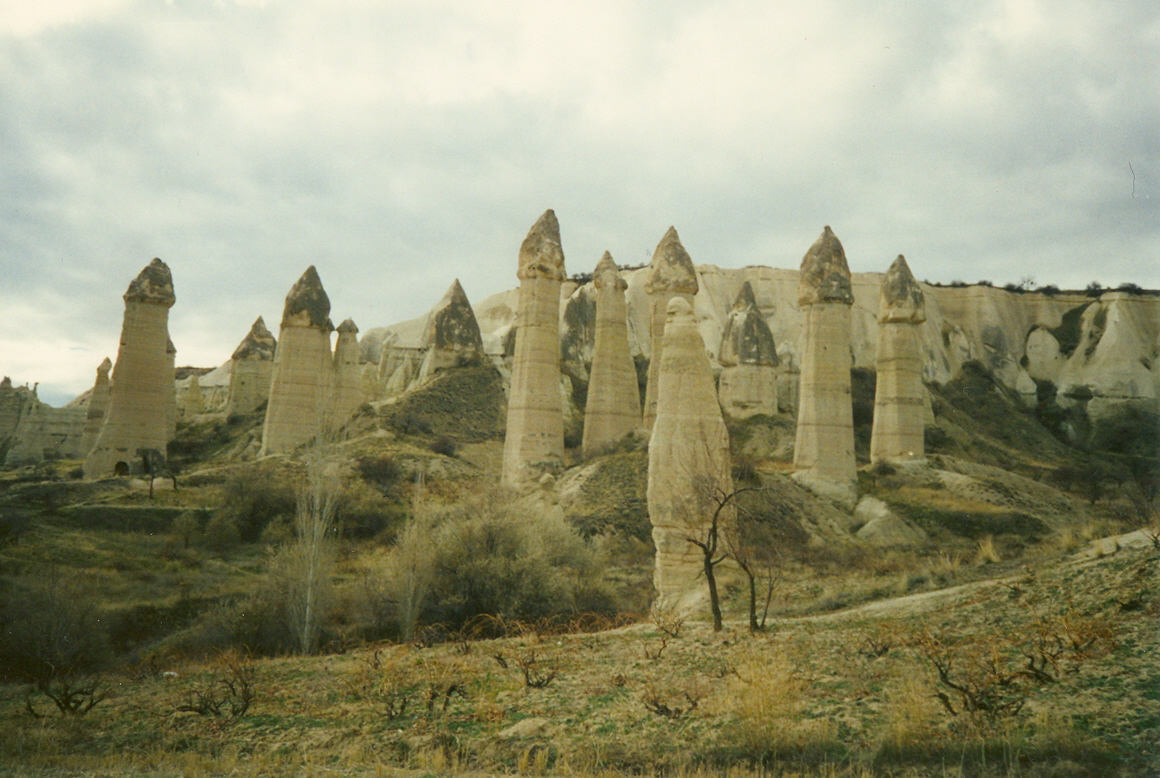
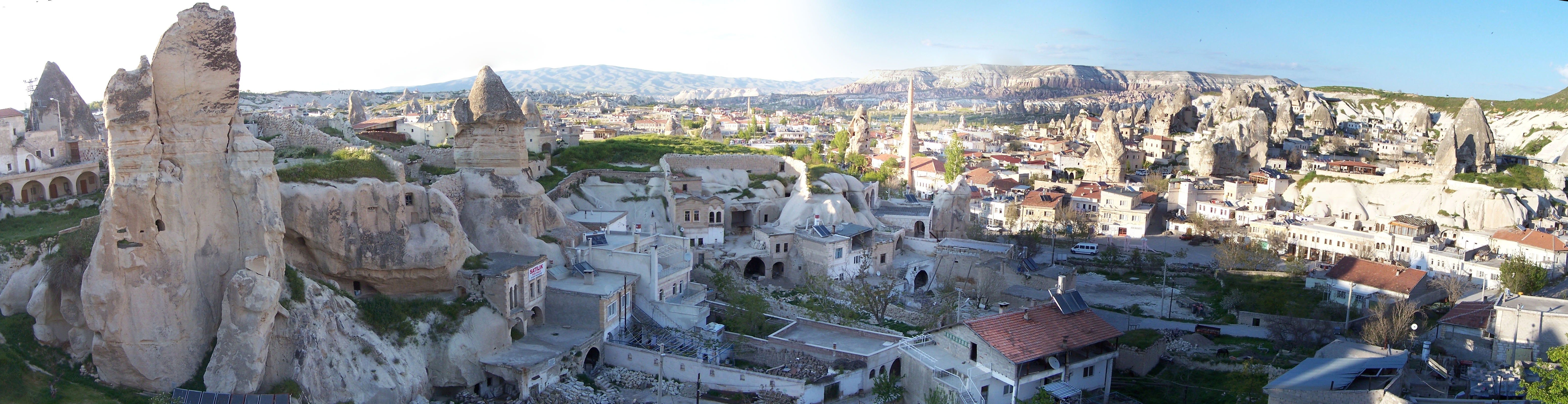
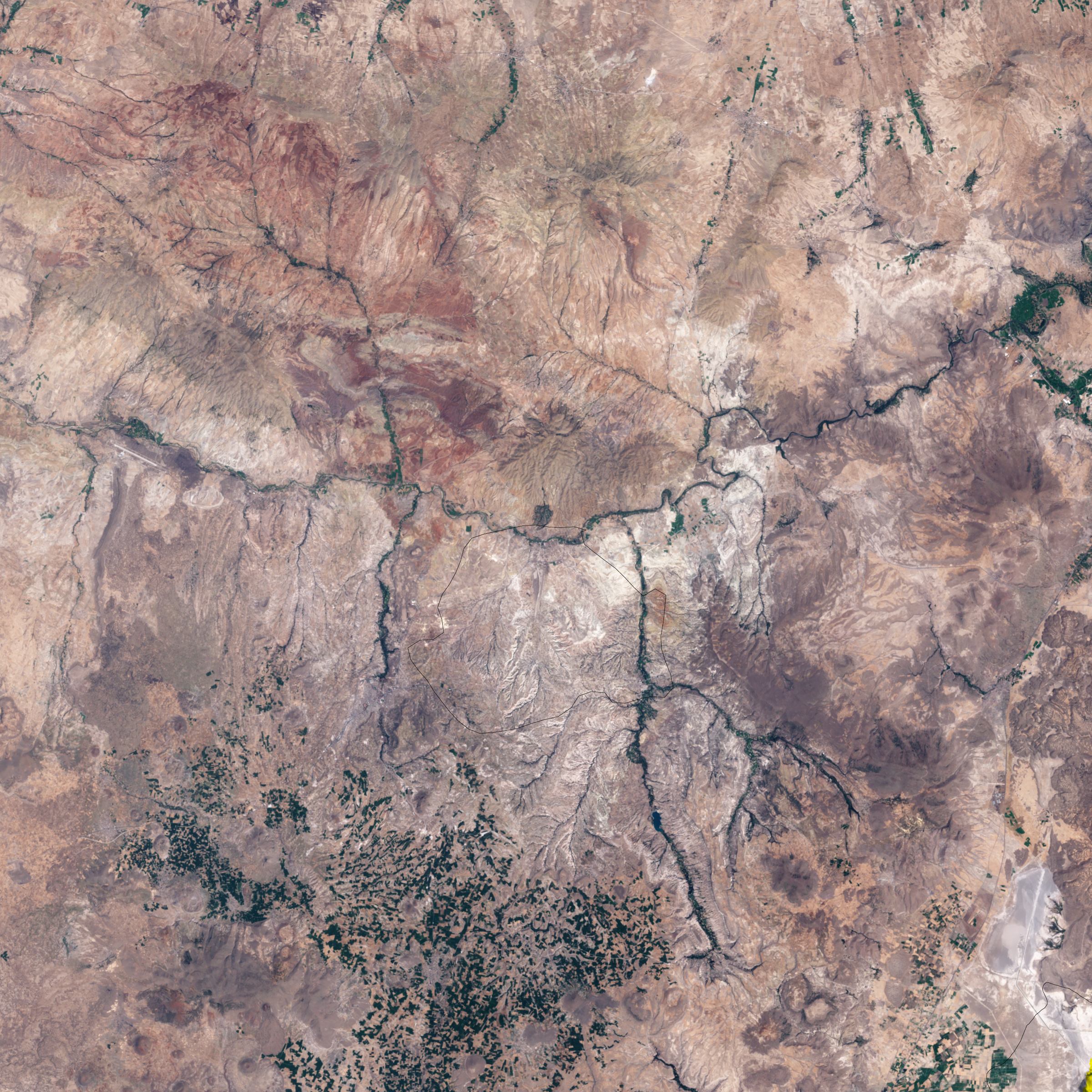